# James City County
James City County är ett administrativt område i delstaten Virginia, USA, med 67 009 invånare. Den administrativa huvudorten (county seat) är Williamsburg.

## Geografi
Enligt United States Census Bureau har countyt en total area på 465 km². 370 km² av den arean är land och 95 km² är vatten.      

### Angränsande countyn
- New Kent County - nordväst
- King and Queen County - nordost
- Gloucester County - nordost
- York County - öst
- Surry County - syd
- Charles City County - väst